# 藤川友春
藤川 友春（ふじかわ ともはる）は、浪曲の名跡。
三代目（松田長太郎　宗弘：大和高田市　中世、高田氏を称した当麻真人の子孫）まで続いたが一般的に藤川友春と言えば初代のことを指す。三代目が著述家でもあったので、四代目を関西演芸作家協会の演芸作家奥井康弘が引き継いだ。

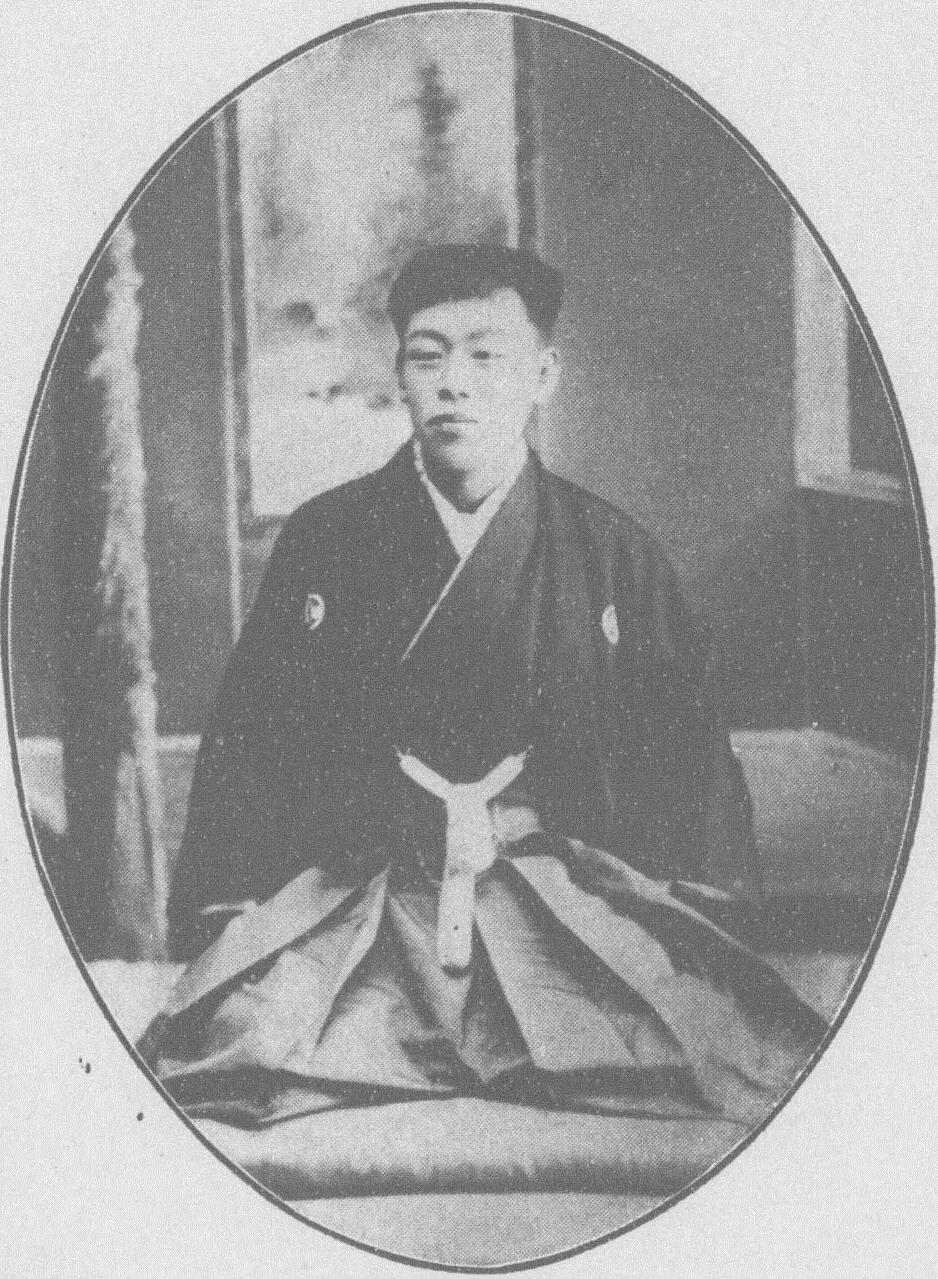
藤川友春

藤川 友春（初代）（ふじかわ ともはる、1879年（明治12年）2月15日 - 1927年（昭和2年）1月2日）は、浪曲師。京都府相楽郡棚倉村（現在の京都府木津川市）出身。神戸市にて死去。本名は、富岡長五郎（父・富岡重五郎、母・りん）。
16歳で大阪に出て藤川派の藤川友丸の門下に入って修行し、時代ものの名人と謳われた。芸の巧みさ、節調の面白さについては、「円転として楽しく、ころがっていくような友春節は、人の心を浮き浮きさせた。関西節の名人だった」と異口同音に絶賛された。22歳で真打昇進。
後続世代の浪曲師・梅中軒鶯童は駆け出しの頃にいろいろな浪花節を聴いてまわり、友春のものは神戸大和座で聴いて印象に残ったという。「友春師は稀世の名人と誰人も認識していた人」と、その自伝『浪曲旅芸人』で書いている。大会の場合など小円（京山小円）のあとへは何者も上がれないと怖れたが、友春が顔を出せばさすがの小円の人気も一瞬に打消したという。軽妙な表現、そして一言にして涙を誘う、真に名人であった。
梅中軒鶯童によれば、藤川友春の芸風は、「巧まざるユウモア、ケレンの無いケレン、写実によって全篇の雰囲気を表現する名人芸であった」。梅中軒鶯童は、藤川友春が引退の直前、大正9年に「難波戦記」を拝聴する機会を得たという。友春の引退大会は大正12年12月26日、神戸新開地の相生座で行われた。墓所は、神戸市兵庫区の鵯越（ひよどりごえ）墓園旧墓地40-1区にある。なお、墓柱正面は先祖代々之墓となっており、建立は大正14年５月28日となっていることから、本人が死を覚悟して彫ったか、不自然に、向かって墓柱右に藤川友春之墓と、同時に背面に戒名があることから死後門人たちが追加彫りした可能性もある。
口演には次のものがある。
「弁慶新五郎」（速記：吉田松茵、名倉昭文館、大阪、明治44年；1911）。
「柳生十兵衛旅日記」（速記：吉田松茵、博多成象堂、大阪、大正1年；1912）。
他に、吉田松茵編著「各大家競演大阪浪花節大会」［第1、2編の2冊］（樋口隆文館、1910年）に、「難波戦記」「鍵屋騒動」が所収。
「大家十八番浪花節講演集」［第1冊、第2冊］（浪花節新聞社編著、樋口蜻輝堂、1912年）に、「朝鮮軍記清正の苦心」「侠客小仏重三」「鍵屋騒動」（再録）が所収されている。
「浪花節名演集sp盤復刻、ディスク5枚」（日本コロムビア、2011年）に、「後藤又兵衛」が収録されている。
また、藤川友春の実弟、冨岡冨重郎（通称・うかんむりの富岡）も「親友派組合に属した太夫元で、堺の旭席を本拠に、桜の席、住吉座など掛持ち席を持って、泉州、和歌山方面を地盤にして広く興行をやっている勢力家」であった。富岡興行部の屋号で興行を行ない、家は堺の甲斐町大道、大小路停留場前で、与謝野晶子（旧姓、鳳志よう）の実家の数軒隣にあった。第二次世界大戦後は、道路拡幅で大通りになっている。
弟子に二代目友春、二代目友丸らがいる。